# W. Howard Greene
William Howard Greene (West Warwick, 16 agosto 1895 – Los Angeles, 28 febbraio 1956) è stato un direttore della fotografia statunitense.
Arrivò al mondo del cinema tramite la Technicolor Corporation e partecipò fin dall'inizio allo sviluppo del cinema a colori. Fra l'altro si occupò delle prime riprese a colori nel film Ben-Hur (1925). Divenne capocameramen e specialista di riprese a colori lavorando con i più noti registi di Hollywood degli anni trenta. 
Candidato al premio Oscar per la fotografia per sette volte, di cui cinque consecutive dal 1940 al 1944, lo vinse nel 1944 insieme ad Hal Mohr per Il Fantasma dell'Opera.

## Filmografia

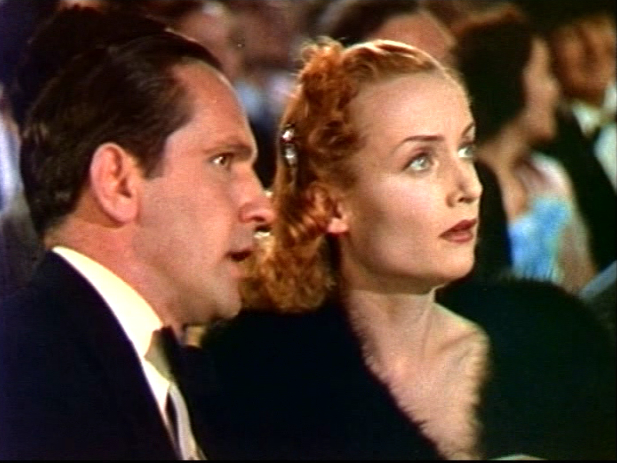
Fredric March e Carole Lombard in una scena di Nulla sul serio (1937)

- Legong, regia di Henry de la Falaise (1935)
- Il giardino di Allah (The Garden of Allah), regia di Richard Boleslawski (1936)
- Il sentiero del pino solitario (The Trail of the Lonesome Pine), regia di Henry Hathaway (1936)
- È nata una stella, regia di William A. Wellman (1937)
- Nulla sul serio, regia di William A. Wellman (1937)
- The Declaration of Independence, regia di Crane Wilbur (1938) - cortometraggio
- Il conte di Essex, regia di Michael Curtiz (1939)
- Jess il bandito (1939)
- Giubbe rosse, regia di Cecil B. DeMille (1940)
- Fiori nella polvere, regia di Mervyn LeRoy (1941)
- Il libro della giungla  (Jungle Book), regia di Zoltán Korda (1942)
- Il fantasma dell'Opera, regia di Arthur Lubin (1943)
- Alì Babà e i quaranta ladroni (1944)
- California (Can't Help Singing), regia di Frank Ryan (1944)
- Il cobra (1944)
- Slave Girl (1947)
- Bandito senza colpa (High Lonesome) (1950)
- Quando i mondi si scontrano (1951)
- The Brigand (1952)
- Raiders of the Seven Seas (1953)
- Gun Belt (1953)